# Премия «Оскар» за особые достижения
Премия «Оскар» за особые достижения (англ. Special Achievement Award) — специальная награда Американской киноакадемии. Вручается с 1973 года за достижения, для которых не существует отдельных категорий или для которых не было постоянной ежегодной категории, — как, например, награды за «Лучшие визуальные эффекты» и «Лучший монтаж звуковых эффектов» в отдельные годы заменялись «Премией за особые достижения».
В 2017 году, после длительного перерыва (в 21 год), Киноакадемия возобновила вручение награды. Последним её лауреатом стал режиссёр Алехандро Г. Иньярриту за создание короткометражного фильма-инсталляции виртуальной реальности «Плоть и песок». Премия вручалась вместе с другими специальными наградами на отдельной 9-й церемонии Governors Awards.

## Список лауреатов
| Год         | Получатель(и)                                                                                         | Фильм                                                     | Пр.           |
| ----------- | --- | --------------------------------------------------------- | ------------- |
| 45-я / 1973 | • Л. Б. Эбботт, А. Д. Флауэрс (за визуальные эффекты)                                                 | «Приключение „Посейдона“»                                 | [ 1 ]         |
| 47-я / 1975 | • Фрэнк Брендел, Глен Робинсон, Альберт Уитлок (за визуальные эффекты)                                | «Землетрясение»                                           | [ 2 ]         |
| 48-я / 1976 | • Питер Беркос (за звуковые эффекты)                                                                  | «Гинденбург»                                              | [ 3 ]         |
| 48-я / 1976 | • Альберт Уитлок, Глен Робинсон (за визуальные эффекты)                                               | «Гинденбург»                                              | [ 4 ]         |
| 49-я / 1977 | • Карло Рамбальди, Глен Робинсон, Фрэнк Ван дер Вир (за визуальные эффекты)                           | «Кинг-Конг»                                               | [ 5 ]         |
| 49-я / 1977 | • Л. Б. Эбботт, Глен Робинсон, Мэттью Юричич (за визуальные эффекты)                                  | «Бегство Логана»                                          | [ 6 ]         |
| 50-я / 1978 | • Бенджамин Бёртт-мл. (за создание голосов и звуков инопланетян, чудовищ и роботов)                   | «Звёздные войны. Эпизод IV: Новая надежда»                | [ 7 ]         |
| 50-я / 1978 | • Фрэнк Э. Уорнер (за монтаж звуковых эффектов)                                                       | «Близкие контакты третьей степени»                        | [ 8 ]         |
| 51-я / 1979 | • Лес Боуи, Колин Чилверс, Денис Куп, Рой Филд, Дерек Меддингс, Зоран Перишич (за визуальные эффекты) | «Супермен»                                                | [ 9 ]         |
| 52-я / 1980 | • Алан Сплет (за звуковой монтаж)                                                                     | «Чёрный скакун»                                           | [ 10 ]        |
| 53-я / 1981 | • Брайан Джонсон, Ричард Эдланд, Деннис Мьюрен, Брюс Николсон (за визуальные эффекты)                 | «Звёздные войны. Эпизод V: Империя наносит ответный удар» | [ 11 ]        |
| 54-я / 1982 | • Бен Бёртт, Ричард Л. Андерсон (за монтаж звуковых эффектов)                                         | «Индиана Джонс: В поисках утраченного ковчега»            | [ 12 ] [ 13 ] |
| 56-я / 1984 | • Ричард Эдланд, Деннис Мьюрен, Кен Ралстон, Фил Типпетт (за визуальные эффекты)                      | «Звёздные войны. Эпизод VI: Возвращение джедая»           | [ 14 ]        |
| 57-я / 1985 | • Кэй Роуз (за монтаж звуковых эффектов)                                                              | «Река»                                                    | [ 15 ]        |
| 60-я / 1988 | • Стивен Флик, Джон Поспишил (за монтаж звуковых эффектов)                                            | «Робокоп»                                                 | [ 16 ]        |
| 61-я / 1989 | • Ричард Уильямс (за режиссуру анимации и создание анимационных персонажей)                           | «Кто подставил кролика Роджера»                           | [ 17 ]        |
| 63-я / 1991 | • Эрик Бревиг, Роб Боттин, Тим МакГоверн, Алекс Функе (за визуальные эффекты)                         | «Вспомнить всё»                                           | [ 18 ]        |
| 68-я / 1996 | • Джон Лассетер (за создание первого полнометражного компьютерного анимационного фильма)              | «История игрушек»                                         | [ 22 ]        |
| 90-я / 2018 | • Алехандро Г. Иньярриту (за создание короткометражного фильма-инсталляции виртуальной реальности)    | «Плоть и песок»                                           | [ 25 ]        |